# Mas Bofill
Mas Bofill és una masia del municipi d'Ordis inclosa en l'Inventari del Patrimoni Arquitectònic de Catalunya.

## Descripció
Casal situat a un quilòmetre i mig de la vil·la d'Ordis. És un casal aïllat i és l'edifici situat més a migdia dels que formen part d'aquest veïnat de Pols. Edifici de planta baixa i dos pisos. A la planta baixa trobem dos grans arcs rebaixats que fan de porxo a les dues entrades de la façana. Al costat d'aquests hi ha un pou que arriba fins al segon pis. Els dos arcs rebaixats es converteixen al segon pis en una eixida. La façana està arrebossada i destaquen algunes finestres del segon pis. El tercer pis està totalment refet de la mateixa manera que la façana que està arrebossada. De la façana destaquem un portal rectangular i dues finestres d'arcs conopials decorats amb arabesc calat. La finestra més gran té dues testes en relleu en l'inici del guardapols i decoració geomètrica i escuts a les impostes de l'arc. L'altra finestra posseeix petites testes a les impostes i a les mènsules del guardapols. Hi ha una petita obertura d'arc trilobulat i algunes altres més senzilles amb llindes rectangulars. Destaca també un petit portal d'arc de mig punt adovellat, que ostenta una creu en relleu. A la llinda de la porta de la lliça hi ha un escut, molt erosionat. En els sostres d'algunes estançes de l'interior hi ha motllures de guix molt interessants